# Ламаце ди Ква (Болоња)
Ламаце ди Ква (итал. Lamazze di Qua) је насеље у Италији у округу Болоња, региону Емилија-Ромања.
Према процени из 2011. у насељу је живело 10 становника. Насеље се налази на надморској висини од 539 м.